# دايفيد براندس
دايفيد براندس (بالإنجليزية: David Brandes)‏ (و. 1968  م) هو مغن مؤلف، وملحن، ومنتج أسطوانات، وكاتب أغاني سويسري، ولد في بازل.

## روابط خارجية
- دايفيد براندس على موقع IMDb (الإنجليزية)
- دايفيد براندس على موقع ميوزك برينز (الإنجليزية)
- دايفيد براندس على موقع ديسكوغز (الإنجليزية)